# Richard Palmer-James
Richard Palmer-James (født 11. juni 1947 i Bournemouth, Storbritannien) var sangskriver i den progressive rockgruppe King Crimson i begyndelsen af 1970'erne. Den usædvanlige rolle som ikke-spillende medlem var ikke uden fortilfælde: Palmer-James erstattede Peter Sinfield, der også havde skrevet tekster til King Crimson. Før King Crimson spillede Palmer-James i lokale grupper i Bournemouth: The Corvettes, The Palmer-James Group, Tedrad og Ginger Man, der alle også havde John Wetton (bas, sang) som medlem. Palmer-James var med til at danne Supertramp og skrev teksterne til deres debutalbum under navnet Richard Palmer, og han var med til at skrive teksten til sangen "Goldrush" på gruppens sidste album fra 2002, Slow Motion.
Palmer-James skrev teksterne til tre af King Crimsons mest vellidte albums, Larks' Tongues in Aspic, Red og Starless and Bible Black. Han var ikke med på King Crimson-indspilninger, efter at Robert Fripp midlertidigt opløste gruppen i 1975, men han har siden arbejdet sammen med John Wetton og David Cross fra King Crimson.
Palmer-James har boet i München siden begyndelsen af 1970'erne. I 1978 fik han besøg af John Wetton og W. J. Hutcheson, som han begge havde spillet sammen med i Tedrad, og de indspillede på 10 dage et album sammen med den tyske trommeslager Curt Cress kaldet Jack-Knife.
I 1997 udgav han en CD sammen med John Wetton med titlen Monkey Business, som bestod af ikke tidligere udgivet materiale, bl.a. sange, der for første gang blev indspillet i et studie, f.eks. et King Crimson-nummer kaldet "Doctor Diamond".
I dag arbejder han hovedsageligt som sangskriver og spiller fortsat guitar på værtshuse.